# Saison 2 de Mom
Chronologie
Saison 1 Saison 3
Cet article présente le guide des épisodes de la deuxième saison de la série télévisée américaine Mom.

## Généralités
- Au Canada, la série est diffusée le même jour sur le réseau Citytv.

## Synopsis
La série raconte l'histoire d'une mère célibataire qui, après son combat contre l'alcool, décide de refaire sa vie à Napa Valley en Californie.

## Distribution

### Acteurs principaux
- Anna Faris (VF : Ingrid Donnadieu) : Christy Plunkett
- Allison Janney (VF : Marie Vincent) : Bonnie Plunkett, mère de Christy
- Nate Corddry (VF : Franck Lorrain) : Gabriel, patron de Christy
- Matt L. Jones (VF : Jérôme Pauwels) : Baxter, ex-mari de Christy
- Sadie Calvano (VF : Jessica Monceau) : Violet, fille de Christy
- Mimi Kennedy (VF : Brigitte Virtudes) : Marjorie Armstrong[1]
- Blake Garrett Rosenthal (VF : Oscar Pauwels) : Roscoe, fils de Christy et Baxter
- Spencer Daniels (VF : Brice Ournac) : Luke, petit-ami de Violet (récurrent saison 3)
- French Stewart (VF : Laurent Morteau) : Chef Rudy

### Acteurs récurrents et invités
- Reggie De Leon : Paul
- Kevin Pollak (VF : Vincent Violette) : Alvin Lester Biletnikoff, père de Christy (jusqu'à l'épisode 12)
- Jaime Pressly (VF : Valérie Nosrée) : Jill Kendall[2]
- Beth Hall (VF : Véronique Rivière) : Wendy
- Sara Rue (VF : Marjorie Frantz) : Candace, petite amie de Baxter[3] (épisodes 5 et 16)
- Ed Asner (VF : Richard Leblond) : Jack[3] (épisode 5)
- Rick Fox : Dr James Kendall[4] (épisode 6)
- Mark Saul (en) : Cooper, le psychologue (épisodes 8 et 13)
- Beverly D'Angelo (VF : Marie-Madeleine Burguet Le Doze) : Lorraine, ex-femme d'Alvin[5] (épisodes 9, 11 et 12)
- Colin Hanks : Andy[5] (épisode 9)
- Courtney Henggeler (VF : Véronique Borgias) : Claudia (prononcé « Clowdia ») (épisodes 14 et 15)
- Octavia Spencer (VF : Marie Lenoir) : Regina (épisodes 16, 19, 21 et 22)
- David Krumholtz (VF : Xavier Béja) : Gregory Munchnik, 42 ans, professeur au college[6] (épisodes 17, 21 et 22)

## Épisodes

### Épisode 1:Rien ne va plus
- États-Unis /  Canada : 30 octobre 2014[7] sur CBS / Citytv[8]
- France : 13 février 2016 sur Comédie +[9]
- Québec : 25 mars 2019 sur VRAK.TV

- États-Unis : 11,13 millions de téléspectateurs[10] (première diffusion)

- Reggie De Leon (Paul)
- Jaime Pressly (Jill)
- Jonny Coyne (Mr. Perugian)
- James Earl (Dudley)
- Meredith Giangrande (Andrea)
- Derek Thompson (Immigration Officer #1)
- Tim Trobec (Immigration Officer #2)
- David Ghilardi (Immigration Officer #3)
- Johnny Kostrey (Immigration Officer #4)

### Épisode 2:Exauce mes prières
- États-Unis /  Canada : 6 novembre 2014 sur CBS / Citytv
- France : 13 février 2016 sur Comédie +
- Québec : 25 mars 2019 sur VRAK.TV

- États-Unis : 10,8 millions de téléspectateurs[11] (première diffusion)

- Kevin Pollak (Alvin)
- Reggie De Leon (Paul)
- Jaime Pressly (Jill)
- Jonny Coyne (Mr. Perugian)
- Jim Hanna (George)
- Daniel Steven Gonzales (Swat Officer)
- Andrew T. Lee (Dan)

### Épisode 3:Home sweet home
- États-Unis /  Canada : 13 novembre 2014 sur CBS / Citytv
- France : 13 février 2016 sur Comédie +
- Québec : 1er avril 2019 sur VRAK.TV

- États-Unis : 11,07 millions de téléspectateurs[12] (première diffusion)

- Kevin Pollak (Alvin)
- Crista Flanagan (en) (Beth)
- Richard Riehle (John)
- Brigitte Kali (Isobel)
- Art Bonilla (Ricardo)

### Épisode 4:Au boulot!
- États-Unis /  Canada : 20 novembre 2014 sur CBS / Citytv
- France : 13 février 2016 sur Comédie +
- Québec : 1er avril 2019 sur VRAK.TV

- États-Unis : 10,19 millions de téléspectateurs[13] (première diffusion)

- Kevin Pollak (Alvin)
- Ryan Cartwright (Jeff)
- Melissa Tang (Suzanne)
- Mary Pat Gleason (Mary)
- Jim Piddock (Kenneth)
- Alison LaPlaca (Louanne)
- Beth Hall (Janice)
- Steven Banks (Randy)

### Épisode 5:Question d'expérience
- États-Unis /  Canada : 27 novembre 2014 sur CBS / Citytv
- France : 13 février 2016 sur Comédie +
- Québec : 8 avril 2019 sur VRAK.TV

- États-Unis : 7,30 millions de téléspectateurs[14] (première diffusion)

- Kevin Pollak (Alvin)
- Sara Rue (Candace)
- Edward Asner (Jack)

### Épisode 6:Désintox mon amour
- États-Unis : 4 décembre 2014 sur CBS
- Canada : 19 février 2015 sur Citytv
- France : 20 février 2016 sur Comédie +
- Québec : 8 avril 2019 sur VRAK.TV

- États-Unis : 8,61 millions de téléspectateurs[15] (première diffusion)

- Jaime Pressly (Jill)
- Rick Fox (James)
- Stefan Marks (Guy)

### Épisode 7:Fautes avouées
- États-Unis /  Canada : 11 décembre 2014 sur CBS / Citytv
- France : 20 février 2016 sur Comédie +
- Québec : 15 avril 2019 sur VRAK.TV

- États-Unis : 10,75 millions de téléspectateurs[16] (première diffusion)

- Kevin Pollak (Alvin)
- Jonny Coyne (Mr. Perugian)
- Dana Powell (Jessica)
- Brandon Morales (Tony)

### Épisode 8:Thérapie de groupe
- États-Unis /  Canada : 18 décembre 2014 sur CBS / Citytv
- France : 20 février 2016 sur Comédie +
- Québec : 15 avril 2019 sur VRAK.TV

- États-Unis : 10,01 millions de téléspectateurs[17] (première diffusion)

- Mark Saul (Cooper)
- Carmella Riley (Megan)
- Lewis T. Powell (Paramedic)

### Épisode 9:Bon chien
- États-Unis /  Canada : 8 janvier 2015 sur CBS / Citytv
- France : 20 février 2016 sur Comédie +
- Québec : 22 avril 2019 sur VRAK.TV

- États-Unis : 12,29 millions de téléspectateurs[18] (première diffusion)

- Kevin Pollak (Alvin)
- Beverly D'Angelo (Lorraine)
- Colin Hanks (Andy)
- Ian Reed Kesler (Lee)
- Lyn Alicia Henderson (Susan)
- Kiva Jump (Carla)

### Épisode 10:Formation canapé
- États-Unis /  Canada : 15 janvier 2015 sur CBS / Citytv
- France : 20 février 2016 sur Comédie +
- Québec : 22 avril 2019 sur VRAK.TV

- États-Unis : 10,84 millions de téléspectateurs[19] (première diffusion)

- Kevin Pollak (Alvin)
- Don McManus (Steve)
- Alan Rachins (Jed)
- Juan Alfonso (Officer Barry)
- Lyn Alicia Henderson (Susan)

### Épisode 11:Le Septième Ciel
- États-Unis /  Canada : 22 janvier 2015 sur CBS / Citytv
- France : 27 février 2016 sur Comédie +
- Québec : 29 avril 2019 sur VRAK.TV

- États-Unis : 11,05 millions de téléspectateurs[20] (première diffusion)

- Kevin Pollak (Alvin)
- Beverly D'Angelo (Lorraine)
- Clark Duke (Jackie)
- Chris Smith[Lequel ?] (Douglas)
- Patrick O'Connor (Minister)

### Épisode 12:Rancœurs tenaces
- États-Unis /  Canada : 29 janvier 2015 sur CBS / Citytv
- France : 27 février 2016 sur Comédie +
- Québec : 29 avril 2019 sur VRAK.TV

- États-Unis : 11,78 millions de téléspectateurs[21] (première diffusion)

- Kevin Pollak (Alvin)
- Nate Corddry (Gabriel)
- Reggie De Leon (Paul)
- Beverly D'Angelo (Lorraine)
- Don McManus (Steve)
- Clark Duke (Jackie)
- Chris Smith (Douglas)
- Rachel Germaine (Rebecca)

### Épisode 13:Alvin de rechange
- États-Unis /  Canada : 5 février 2015 sur CBS / Citytv
- France : 27 février 2016 sur Comédie +
- Québec : 6 mai 2019 sur VRAK.TV

- États-Unis : 11,65 millions de téléspectateurs[22] (première diffusion)

- Mark Saul (Cooper)
- Toby Huss (Bill)
- April Bowlby (Selene)
- Max Daniels (Lenny)
- Rachel Germaine (Rebecca)

### Épisode 14:Secrets d'alcôve
- États-Unis /  Canada : 12 février 2015 sur CBS / Citytv
- France : 27 février 2016 sur Comédie +
- Québec : 6 mai 2019 sur VRAK.TV

- États-Unis : 10,22 millions de téléspectateurs[23] (première diffusion)

- Nate Corddry (Gabriel)
- Reggie De Leon (Paul)
- Courtney Henggeler (Claudia)
- George Paez (Ramone)
- Amy Hill (Beverly)
- Charlie Robinson (Mr. Munson)
- Meg Steedle (Shelly)
- David Barrera (Gary)
- Julie Dretzin (Wendy)
- Seth Coltan (Andrew)
- Stacey Hall (Mitch)
- Ariel Sands (Tenant #1)
- Cory Jacob (Tenant #2)

### Épisode 15:Le goût du danger
- États-Unis /  Canada : 26 février 2015 sur CBS / Citytv
- France : 5 mars 2016 sur Comédie +
- Québec : 13 mai 2019 sur VRAK.TV

- États-Unis : 8,30 millions de téléspectateurs[24] (première diffusion)

- Nate Corddry (Gabriel)
- Reggie De Leon (Paul)
- Courtney Henggeler (Claudia)
- Lyn Alicia Henderson (Susan)
- Steven Banks (Randy)
- Beth Hall (Wendy)

### Épisode 16:Prison, pognon et prières
- États-Unis /  Canada : 5 mars 2015 sur CBS / Citytv
- France : 5 mars 2016 sur Comédie +
- Québec : 13 mai 2019 sur VRAK.TV

- États-Unis : 9,27 millions de téléspectateurs[25] (première diffusion)

- Octavia Spencer (Regina)
- Jaime Pressly (Jill)
- Sara Rue (Candace)
- John Charles Meyer (Jesus)

### Épisode 17:Sous le charme
- États-Unis /  Canada : 12 mars 2015 sur CBS / Citytv
- France : 5 mars 2016 sur Comédie +
- Québec : 20 mai 2019 sur VRAK.TV

- États-Unis : 9,09 millions de téléspectateurs[26] (première diffusion)

David Krumholtz (Gregory Munchnik)

### Épisode 18:Chute et rechute
- États-Unis /  Canada : 2 avril 2015 sur CBS / Citytv
- France : 5 mars 2016 sur Comédie +
- Québec : 20 mai 2019 sur VRAK.TV

- États-Unis : 8,62 millions de téléspectateurs[27] (première diffusion)

- Jaime Pressly (Jill)
- Beth Hall (Wendy)
- Victor Webster (Dr Harris)
- H. Michael Croner (Cliff)
- Matt Hobby (Chip)
- Mark Adair-Rios (Dr Gonzalez)
- Llou Johnson (Vial)
- Fred Tatasciore (Canister)

### Épisode 19:Un chat dépressif
- États-Unis /  Canada : 9 avril 2015 sur CBS / Citytv
- France : 12 mars 2016 sur Comédie +
- Québec : 27 mai 2019 sur VRAK.TV

- États-Unis : 9,03 millions de téléspectateurs[28] (première diffusion)

- Octavia Spencer (Regina)
- Jaime Pressly (Jill)
- Amy Hill (Beverly)
- Beth Hall (Wendy)
- Tom Amandes (Richard)
- Brenda Ballard (Old Woman)

### Épisode 20:Rude épreuve
- États-Unis /  Canada : 16 avril 2015 sur CBS / Citytv
- France : 12 mars 2016 sur Comédie +
- Québec : 27 mai 2019 sur VRAK.TV

- États-Unis : 9,6 millions de téléspectateurs[29] (première diffusion)

- Jaime Pressly (Jill)
- Beth Hall (Wendy)
- John Charles Meyer (Jesus)
- Kelly Stables (Kathy)
- Michelle N. Carter (Tracy)
- Anzu Lawson (Luanne)

### Épisode 21:Le Temps d'une trêve
- États-Unis /  Canada : 23 avril 2015 sur CBS / Citytv
- France : 12 mars 2016 sur Comédie +
- Québec : 3 juin 2019 sur VRAK.TV

- États-Unis : 9,01 millions de téléspectateurs[30] (première diffusion)

- Octavia Spencer (Regina)
- Jaime Pressly (Jill)
- Beth Hall (Wendy)
- Don McManus (Steve)
- David Krumholtz (Gregory)
- Van Epperson (Judge)
- Kim Yarbrough (Bailiff)

### Épisode 22:Amour maternel
- États-Unis /  Canada : 30 avril 2015 sur CBS[31] / Citytv
- France : 12 mars 2016 sur Comédie +
- Québec : 3 juin 2019 sur VRAK.TV

- États-Unis : 8,78 millions de téléspectateurs[32] (première diffusion)

- Octavia Spencer (Regina)
- Jaime Pressly (Jill)
- David Krumholtz (Gregory)
- Jonny Coyne (Mr. Perugian)
- Beth Hall (Wendy)